# Théodelinde de Beauharnais
Théodelinde Louise Eugénie Auguste Napoléone de Beauharnais, née le 13 avril 1814 à Mantoue, en Italie, et morte le 1er avril 1857 à Stuttgart en Wurtemberg est princesse de Leuchtenberg et comtesse de Wurtemberg.
Elle est la petite-fille de Joséphine de Beauharnais, la première femme de Napoléon.

## Biographie
Cinquième des sept enfants d'Eugène de Beauharnais (1781-1824), duc de Leuchtenberg, alors vice-roi d'Italie et de son épouse, la princesse Augusta de Bavière (1788-1851), Théodelinde est ainsi nommée en hommage à Sainte Théodelinde de Bavière, reine des Lombards au VIe siècle mais aussi aux membres de sa famille.
La princesse est née peu après l'abdication de l'empereur des Français, beau-père  de son père et peu avant le décès de sa grand-mère paternelle la fameuse impératrice Joséphine. Gendre du roi Maximilien Ier de Bavière (qui s'est très opportunément rallié à l'Autriche, la Prusse et la Russie), le vice-roi se réfugie avec sa famille en Bavière, pays frontalier du royaume d'Italie. Le roi lui confère le duché de Leuchtenberg.
La princesse Théodelinde est élevée en Bavière, où elle reçoit l'éducation d'une princesse de son rang marquée du handicap d'être une "Napoléonide".
La princesse a deux frères : l'aîné, Auguste, né en 1810, le second, prénommé Maximilien en hommage au roi de Bavière, né en 1817, et trois sœurs aînées, Joséphine, née en 1807, Eugénie, née en 1808 et Amélie, née en 1812. Le duc de Leuchtenberg meurt dès 1824 confiant à son épouse l'éducation de leurs enfants.
Les sœurs de Théodelinde se marient brillament. Dès 1823, Joséphine épouse le prince royal de Suède (fils de l'ex-maréchal de France, Bernadotte). En 1826, Eugènie épouse le prince de Hohenzollern-Hechingen. En 1828, Amélie épouse l'empereur Pierre II du Brésil. Auguste semble promis à un avenir brillant et à fonder une dynastie en épousant en 1835 la reine du Portugal, mais il meurt peu après son mariage. Enfin, Maximilien contracte également une union brillante en épousant la fille aîné du tsar. Cette union avec une princesse qui n'est pas catholique déplaît fortement à la duchesse douairière qui, de plus voit  son fils s'installer et faire souche en Russie.
Théodelinde connaît une destinée moins brillante. Par son mariage avec Frédéric de Wurtemberg, Théodelinde devint comtesse (Gräfin) de Wurtemberg. Elle meurt après une courte maladie le 1er avril 1857 à Stuttgart. Elle est enterrée dans le caveau de la famille au château de Ludwigsbourg, son cœur étant déposé dans la Hauskapelle du palais de Munich.
En 1826, dans le cadre de l'indemnisation des anciens colons français par la République d'Haïti, et en tant qu'héritiers de François et Alexandre de Beauharnais, planteurs esclavagistes de Saint-Domingue, Théodelinde et et ses frères et sœurs touchent chacun la somme de 15 200 francs or, en dédommagement de la perte des biens familiaux, à la suite de la Révolution haïtienne,.

## Mariage et descendance
Le 8 février 1841, à l'âge de 26 ans, elle est mariée à Munich à Frédéric de Wurtemberg (plus tard duc d'Urach), fils cadet de Guillaume-Frédéric-Philippe de Wurtemberg, jeune frère de Frédéric Ier, élevé au statut de roi de Wurtemberg par Napoléon et qui s'était exclu de la succession au trône en contractant une union morganatique.
Quatre enfants sont nés de cette union : 
- Augusta (1842-1916), qui épouse en 1865 le comte Rudolf von Enzenberg (1835-1874), veuve elle épouse en 1877 Franz von Thun und Hohenstein (1826-1888) ;
- Joséphine (1844-1864) ;
- Eugénie (1848-1867) ;
- Mathilde (it) (1854-1907), qui épouse en 1874 Paul Altieri (it) (1849-1901), prince de Viano.

La duchesse d'Urach s'éteint en 1857 à l'âge de 42 ans. Le duc se remarie en 1863 avec la princesse Florestine de Monaco.